# Маршал фон Биберштейн, Адольф

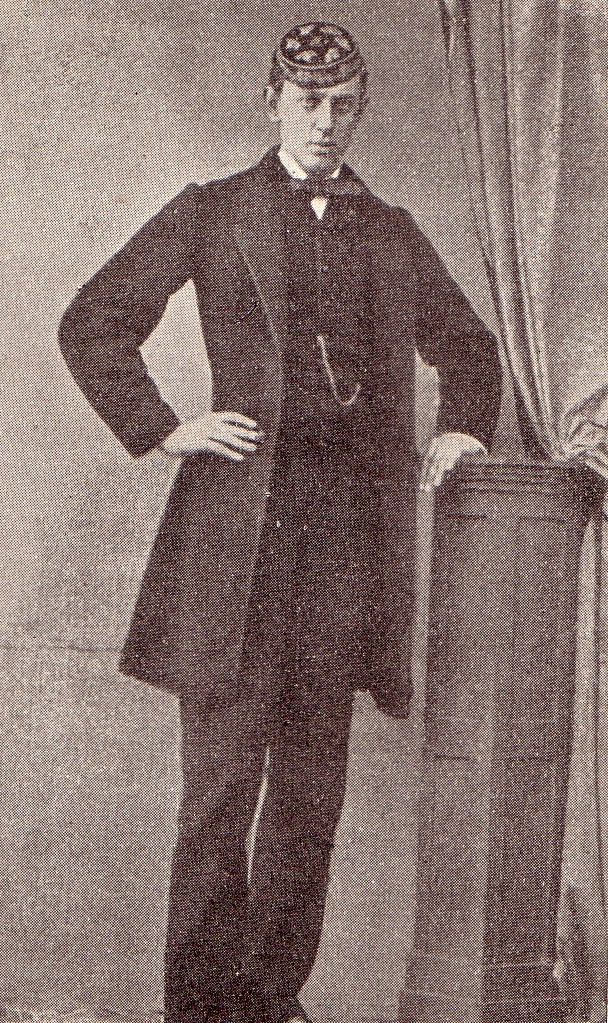
Адольф Маршал фон Биберштейн в 1862 году. Гейдельберг.

Адольф Маршал фон Биберштейн (нем. Adolf Marschall von Bieberstein; 12 октября 1842, Карлсруэ — 24 сентября 1912, Баденвайлер) — германский государственный деятель.

## На государственных должностях
С 1875 года был членом баденской палаты депутатов, придерживался строгого консерватизма. Выбранный в Рейхстаг в 1878 году, примкнул к Немецкой консервативной партии. В 1883 году он сделался баденским посланником в Берлине.
После ухода Бисмарка назначен в 1890 году имперским государственным секретарем по иностранным делам и особенно деятельно вел переговоры по торговым трактатам, которые защищал и в Рейхстаге. Своей деятельностью по заключению торговых трактатов вызвал ненависть консерваторов и аграриев. В 1896 году он, защищаясь от нападок, сказал, что «намерен бежать под сень гласности»; благодаря ему были возбуждены процессы журналистов Леккерта и Лютцова, позднее (1897) — полицейского комиссара Тауша, в которых была выяснена связь между полицией и рептильной прессой: первая, при посредстве второй, вела агитацию против некоторых должностных лиц. Скандальный процесс был моральным торжеством Биберштейна, но тем не менее ему пришлось тотчас после процесса Тауша в мае 1897 году уехать в продолжительный отпуск, а в сентябре 1897 года уйти в отставку.

## В Константинополе
В ноябре 1897 года назначен послом в Константинополь. Содействовал сближению Османской и Германской империй. Сыграл важную роль в прокладке Багдадской железной дороги: осенью 1898 года организовал визит кайзера Вильгельма II в Османскую империю под официальным предлогом посещения святых мест. Приведя султана в восторг промусульманскими речами, Вильгельм затронул вопрос о Багдадской дороге. Это ускорило переговоры с Портой, проводимые Сименсом и Биберштейном, и в ноябре 1899 года была подписана предварительная концессия. По ее условиям Анатолийское общество обязалось в течение восьми лет построить линию до Багдада и Басры длиной 1600 км.  При нём было подписано франко-германское соглашение от 6 мая 1899 года, по которому стороны разделили зоны влияния в Османской империи и достигли консенсуса по совместным действиям.
В 1912 году был переведён послом в Лондон, и в том же 1912 году умер. Причина его  кончины до сих пор является неизвестной. 